# Guy Ier de Clermont de Nesle
 (juillet 2024).
Si vous disposez d'ouvrages ou d'articles de référence ou si vous connaissez des sites web de qualité traitant du thème abordé ici, merci de compléter l'article en donnant les références utiles à sa vérifiabilité et en les liant à la section « Notes et références ».
Pour les articles homonymes, voir Guy Ier.
Guy de Clermont-Nesle, maréchal de France en 1292. Il est un fils cadet de Simon II de Clermont-Nesle (nl), et le frère puîné de Raoul II de Clermont, sire de Nesle, connétable de France. 

## Biographie
Fait maréchal de France avant 1296, il participe au siège de Lille aux côtés Philippe le Bel durant la guerre de Flandre. Le roi détacha un corps de troupe qu'il donna en commandement à Guy de Nesle et au connétable Raoul de Nesle. Ils défirent entièrement le long de la Lys et firent plusieurs prisonniers de distinction qu'ils envoyèrent au roi.
Ils commandèrent tous deux l'attaque à la bataille de Courtrai et y trouvèrent la mort le 11 juillet 1302.

## Mariage et descendance
En 1268, il épouse Marguerite, fille probable de Guillaume de Mello. Il épouse ensuite Marguerite de Thourotte, dame d'Offemont et Thourotte, fille d'Ansould II de Tho(u)rotte. Ils eurent cinq (ou plutôt quatre) enfants :
- (Raoul IV de Clermont, Seigneur de Breteuil (vers 1285 - 1321), seigneur de Tartigny, Paillart, Montgobert, Arblancourt et Bichancourt, Torigny et Villemomble) ? : il est bien plus logique d'en faire un membre de la branche de Clermont-Tartigny (cf. l'article Clermont-Nesle et [2])
- Jean Ier de Nesle († 25 mai 1352), seigneur d'Offemont, Mello et Thourotte. ∞ Marguerite, dame de Mello
- Péronne de Clermont-Nesle (vers 1290 - vers 1320)
- Alix de Clermont
- Mahaut, ∞ Bernard VI de Moreuil († vers 22 mai 1350), seigneur de Moreuil, maréchal de France en 1322